# Peperomia cordulatiformis
Peperomia cordulatiformis är en pepparväxtart som beskrevs av William Trelease. Peperomia cordulatiformis ingår i släktet peperomior, och familjen pepparväxter. Inga underarter finns listade i Catalogue of Life.